# テリー・マクミラン

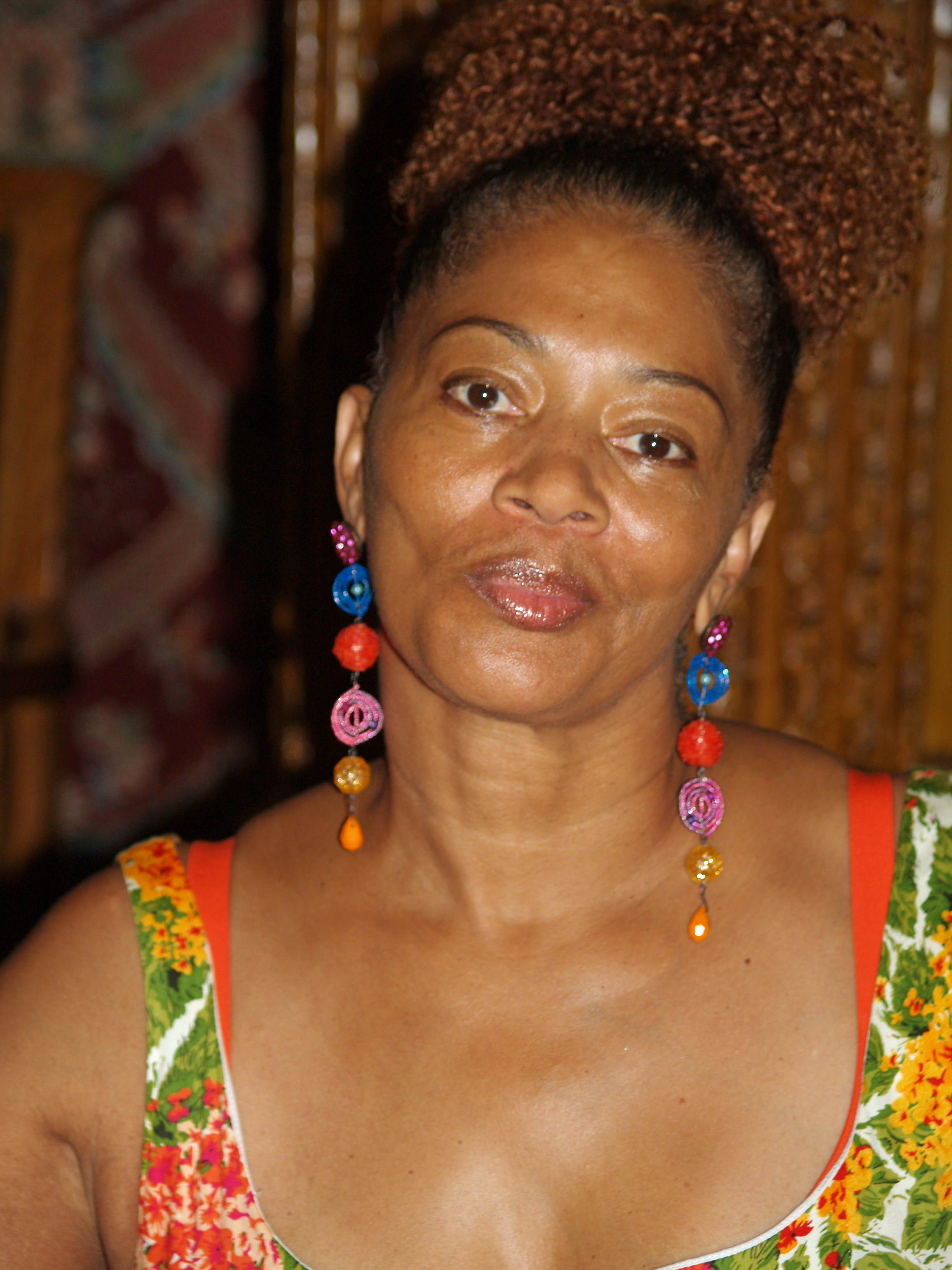
2008年のブルックリン・ブックフェスティバルにて

テリー・マクミラン（Terry McMillan、1951年10月8日 - ）は、アメリカ合衆国の女性作家。アリゾナ州立大学教授。

## 略歴
ミシガン州生まれ。1977年カリフォルニア大学バークレー校を卒業。1987年『ママ』で作家デビュー。1992年『ため息つかせて』が300万部を超えるベストセラーになり映画化。アリゾナ州立大学教授としてクリエイティブ・ライティングを教える。『ステラが恋に落ちて』（1998年）も映画化された。原作ドラマとして『フェイス・イン・ラブ』がある。

## 日本語訳された作品
- 『ため息つかせて』上・下（Waiting to Exhale (1989)、松井みどり訳、新潮文庫） 1993
- 『えくぼ消さないで』（Disappearing Acts (1989)、松井みどり訳、新潮文庫） 1995
- 『ママ!』（Mama (1987)、松井みどり訳、新潮文庫） 1996
- 『ステラが恋に落ちて』（How Stella Got Her Groove Back (1996)、松井みどり訳、新潮文庫） 1998
- 『プライス一家は、いつも一日遅れ』上・下（A Day Late and a Dollar Short (2001)、清水寛子訳、扶桑社） 2004